# خوسيه مانويل
خوسيه مانويل (بالإسبانية: José Manuel Colmenero) هو لاعب كرة قدم إسباني في مركز الوسط، ولد في 29 نوفمبر 1973 في خيخون في إسبانيا. لعب مع بوليديبورتيفو إيخيذو وديبورتيفو لاكورونيا وريال سبورتينغ خيخون وريال مايوركا ونادي إلتشي ونادي بونتيفيدرا ونادي كومبوستيلا ونومانسيا وهانوفر 96.

## وصلات خارجية
- خوسيه مانويل على موقع قاعدة بيانات كرة القدم.إي يو (الإنجليزية)
- خوسيه مانويل على موقع بيانات كرة القدم. دي إي (الألمانية)
- خوسيه مانويل على موقع عالم كرة القدم.نت (الإنجليزية)